# Banderas de federales y unitarios
Los federales y unitarios usaron distintas banderas durante el transcurso de las guerras civiles argentinas. Los federales se caracterizaron por el uso del color azul oscuro y rojo carmesí en sus enseñas. Los unitarios carecieron de banderas propias, aunque los unitarios exiliados en Uruguay emplearon el color celeste, usado ya previamente en la bandera nacional de 1813.
Las banderas federales usadas por las provincias cayeron en desuso en torno al año 1823-25, la última usada fue la de la provincia de Entre Ríos, derogada en 1853.

## Historia

### Banderas de la Unión de los Pueblos Libres
El rioplatense José Gervasio Artigas, conocido como el «Protector de los Pueblos Libres», diseño en 1814 una bandera para representar a la Unión de los Pueblos Libres conocida actualmente como "Bandera de Artigas", la bandera era idéntica a la creada por Manuel Belgrano en 1812, pero con una cinta roja atravesando las tres franjas. Fue adoptada por el Partido Federal, convirtiéndose en el principal símbolo del federalismo rioplatense. Sería adoptada también por la Provincia Oriental, la provincia de Entre Ríos y, con un color celeste, por la provincia de Corrientes en 1815. Otras provincias también adoptaron la bandera o los colores de la bandera artiguista, a veces usando el celeste en lugar del azul oscuro.

Entre 1823-25 debido a la disolución de la Unión de los Pueblos Libres las banderas federales empezarían a caer en desuso, quedando únicamente en uso la de Artigas por el Partido Federal.

Primera versión de la Bandera de Artigas (1814)
Segunda versión de la Bandera de Artigas  (1814-1820)
Bandera de Santa Fe (1815-1821)
Bandera de Corrientes (1815)
Bandera de Córdoba  (1815-1825)
Bandera de Entre Ríos (1820-1821)
Bandera de Corrientes (1820-1822)
Bandera de Santa Fe (1823)
Bandera de Otorgués, izada en Montevideo en 1823.
Bandera de los Treinta y Tres Orientales, usada durante la Cruzada Libertadora (1825)
Bandera de Santa Fe (1825) (nunca confeccionada)

### 1831-1861

#### Federales

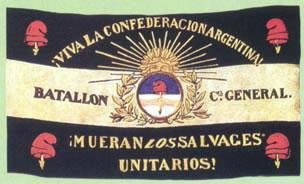
Fotografía de una bandera militar usada por las unidades terrestres confederales.

Con la ascensión del brigadier Juan Manuel de Rosas al poder en Buenos Aires en 1829, el color de la bandera nacional fue modificado por un azul turquí, esto debido a una confusión de Rosas con las especificaciones de la bandera aprobada por el Congreso de Tucumán en 1813, así como para diferenciarse del color celeste usado por los unitarios.
Durante el segundo gobierno de Rosas se agregaron cuatro gorros frigios en cada esquina y el color del Sol de Mayo pasó a ser rojo, como el color del federalismo.
En la batalla de Caseros (3 de febrero de 1852) Rosas sería derrotado por el Ejército Grande, al mando de Justo José de Urquiza, quien se convertiría en el primer presidente de la Confederación. Durante su gobierno la bandera de la Confederación sufrió otro cambio, esta vez en la orientación de los gorros frigios, que quedaron mirando en dirección a cada esquina de la bandera.
Varias enseñas argentinas con el color azul oscuro llegaron a ser usadas por los partidarios del federalismo, tanto como enseñas militares como enseñas civiles. En su versión militar los rosistas solían incluir el eslogan: "¡Viva la santa Confederación!, ¡Mueran los salvages unitarios!".

También hubo una bandera bicolor roja y blanca portada por los regimientos del Ejército Federal durante las guerras civiles.

Bandera usada por los regimientos federales.
Bandera del Pacto Federal en 1831, usada por la Confederación Argentina hasta 1836.
Bandera de la Confederación Argentina (1836-1852)
Bandera rosista, con el eslogan federal.
Bandera usada por las unidades militares de la Confederación Argentina. Usualmente en el centro se encontraba el nombre del regimiento.
Bandera de Buenos Aires bajo Urquiza hacia 1852, y por extensión, de la Confederación Argentina.
Bandera de Entre Ríos creada por Pascual Echagüe y usada desde el 28 de diciembre de 1833 a 1853. Fue usada también por Urquiza en la batalla de Caseros.

#### Unitarios
Durante las guerras civiles las provincias adheridas a la Liga del Interior no tuvieron insignias o banderas propias que las distinguieran, sin embargo, los exiliados unitarios en Montevideo emplearon dos pabellones nacionales: una bandera con franjas verticales celeste y blanca para uso mercante, y una versión modificada de la bandera argentina, incluyendo una franja blanca en la parte superior. Se usaron hasta 1852.

Bandera usada como bandera mercante en buques, hasta 1852.
Bandera de guerra en buques unitarios, usada hasta 1852.

#### Estado de Buenos Aires
Con la secesión de la provincia de Buenos Aires de la Confederación Argentina el 11 de septiembre de 1852, se diseño una bandera para el nuevo Estado de Buenos Aires, constaba de dos franjas celestes y una blanca en el centro, dónde se encontraba una versión ampliada del escudo de armas argentino. Fue sustituida por la bandera nacional con la reunificación del país en 1861.

Bandera del Estado de Buenos Aires  (1852-1861)
Supuesto pabellón naval del Estado de Buenos Aires (1852-1861), visto en 1851 Chart of Maritime Flags of the World.[2][3]
Supuesto pabellón mercante del Estado de Buenos Aires (1852-1861), visto en 1851 Chart of Maritime Flags of the World.[2][3]